# Моушън Пикчър Хералд
„Моушън Пикчър Хералд“ (на английски: Motion Picture Herald) е американско списание, специализирано в публикации, свързани с киноиндустрията.
То води началото си от основаното през 1915 година в Чикаго местно списание за кино „Егзибитърс Хералд“. Малко по-късно то е купено от издателя Мартин Кигли, който през следващите години го превръща в национално издание. След поредица преименувания и сливания с други списания за кино, от 1931 година списанието се нарича „Моушън Пикчър Хералд“. То излиза до края на 1972 година.